# Silt’e (Sprache)
Silt’e (ስልጥኘ [siltʼiɲɲǝ] oder የስልጤ አፍ [jǝsiltʼe af]) ist eine semitische Sprache, die von den Silt’e im südlichen Zentraläthiopien gesprochen wird.

## Dialekte
Dialekte des Silt’e sind Azarnat, Enneqor (Inneqor), Ulbarag (Urbareg) und Wolane.

## Phonologie
Silt’e hat eine Anzahl von Konsonanten, die für äthiopische semitische Sprachen ziemlich typisch sind. Neben stimmlosen und stimmhaften Konsonanten existieren ejektive Konsonanten.
Die Vokale im Silt’e unterscheiden sich deutlich von den typischen sieben Vokalen in Sprachen wie Amharisch, Tigrinya und Altäthiopisch. Im Silt’e kommen die fünf kurzen und fünf langen Vokale vor, die typisch für die benachbarten ostkuschitischen Sprachen sind, aus denen möglicherweise das Silt’e-System stammt. Es besteht ein beträchtlicher allophoner Unterschied in den kurzen Vokalen, besonders für a; das häufigste Allophon von /⁠a⁠/, [⁠ə⁠], wird in der Tabelle gezeigt. Alle kurzen Vokale können devoiced einem Absatz vorangehen.
Die Tabellen unten zeigen die Phoneme des Silt’e. In diesem Artikel wird für die Darstellung der Silt’e-Konsonanten eine Abwandelung des unter Linguisten, die an äthiopischen semitischen Sprachen arbeiten, üblichen Systems benutzt. Dieses System unterscheidet sich jedoch etwas vom Internationalen Phonetischen Alphabet. Wo das IPA-Zeichen unterschiedlich ist, wird dies durch eckige Klammern deutlich gemacht. Die Zeichen /⁠p⁠/ und /⁠ʔ⁠/ (glottaler Stop) sind in Klammern geschrieben, weil sie nur eine geringe Rolle spielen; /⁠p⁠/ kommt nur in ein paar Worten im Azarnat-Dialekt vor und /⁠ʔ⁠/ wird oft, wie im Amharischen, weggelassen.
|             |             | Bilabial/ Labiodental | Dental/ Alveolar | Postalveolar/ Palatal | Velar | Glottal |
| ----------- | ----------- | --------------------- | ---------------- | --------------------- | ----- | ------- |
| Plosive     | stimmlos    | (p)                   | t                |                       | k     | (ʔ)     |
| Plosive     | stimmhaft   | b                     | d                |                       | g     |         |
| Plosive     | Ejektiv     |                       | tʼ               |                       | kʼ    |         |
| Affrikate   | stimmlos    |                       |                  | č [ʧ]                 |       |         |
| Affrikate   | stimmhaft   |                       |                  | ǧ [ʤ]                 |       |         |
| Affrikate   | Ejektiv     |                       |                  | čʼ [ʧʼ]               |       |         |
| Frikativ    | stimmlos    | f                     | s                | š [ʃ]                 |       | h       |
| Frikativ    | stimmhaft   |                       | z                | ž [ʒ]                 |       |         |
| Nasal       | Nasal       | m                     | n                | ñ [ɲ]                 |       |         |
| Approximant | Approximant | w                     | l                | y [j]                 |       |         |
| Flap        | Flap        |                       | r                |                       |       |         |

|         | Anfang | Mitte | Ende  |
| ------- | ------ | ----- | ----- |
| Hoch    | i, ii  |       | u, uu |
| Mitte   | e, ee  | a [⁠ǝ⁠] | o, oo |
| Niedrig |        | aa    |       |

## Schrift
Spätestens seit den 1980er Jahren wurde Silt’e mit der äthiopischen Schrift geschrieben, die eigentlich für die jetzt ausgestorbene altäthiopische Sprache entwickelt wurde und auch für das Amharische und Tigrinya benutzt wird.

Die äthiopische Schrift unterscheidet zwischen sieben Vokalqualitäten, deshalb ist es schwierig, mit ihr eine Sprache zu schreiben, die zehn unterschiedliche Vokale hat (fünf lange und fünf kurze).
In der Praxis beeinträchtigt das wahrscheinlich nicht das Verständnis, weil es nur relativ wenige Minimalpaare gibt, die sich in der Vokalquantität unterscheiden.
Im geschriebenen Silt’e werden die sieben äthiopischen Vokale folgendermaßen auf die zehn Silt’e-Vokale abgebildet.
- ä → a: አለፈ alafa ‚er gab weiter‘
- u → u, uu: ሙት mut ‚Tod‘, muut ‚Ding‘
- i →
  - ii: ኢን iin ‚Auge‘
  - i am Wortende: መሪ mari ‚Freund‘
  - i am Ende eines Wortstamms eines Substantivs: መሪከ marika ‚sein Freund‘
  - i als Suffix bei einem unpersönlichen Verb im Perfekt: ባሊ baali ‚die Leute sagten‘; በባሊም babaalim ‚sogar wenn die Leute sagten‘
- a → aa: ጋራሽ gaaraaš ‚dein (f.) Haus‘
- e → e, ee: ኤፌ eeffe ‚er bedeckte‘
- ǝ →
  - i (außer die oben genannten): እንግር ingir ‚Fuß‘
  - Konsonant, dem kein Vokal folgt: አስሮሽት asroošt ‚zwölf‘
- o → o, oo: ቆጬ k'oč'e ‚Schildkröte‘, k'ooč'e ‚er schneidet‘